# Agnes Gjørling
Agnes Nathalie Gjørling (28. september 1851 i København - 24. marts 1920 på Frederiksberg) var en dansk teaterskuespillerinde.

## Forældre og tidligt liv
Allerede som barn fik Gjørling scenekunsten ind under huden. Hendes far, August Otto Dehn, var nemlig hoboist og dirigent ved garden. Hendes moster, Caroline Kellerman, var ydermere en af Bournonvilletidens betydelige solodansere, og det var hende, der introducerede niecen for balletten. Kellerman fik Gjørling optaget på Det Kgl. Teaters Balletskole, og her blev hun en flittig elev under danselærer Georg Brodersen.
I 1860 stod den 9-årige pige første gang på Det Kgl. Teaters scene i J.L. Heibergs romantiske komedie Alferne. Det blev dog hurtigt tydeligt at hendes svage fysik ikke egnede sig til ballettens mange strabadser, og derfor blev balletkarrieren opgivet.

## Skuespil og teater
Efter den endte balletkarriere blev Gjørling anbefalet til skuespilleren Johanne Luise Heiberg af en ven af familien, generalmajor C.F. Holten. Heiberg påtog sig at føre den unge pige frem til debut i skuespillet.
I 1867 debuterede Gjørling i rollen som Hanne i Henrik Hertz' Indkvarteringen. Rollen var dog ikke den bedste til hende, da hun ikke udviste flair for det pikante og det livlige. Hun fandt i stedet sin niche i sin anden rolle som Regisse i Hertz' Svend Dyrings Hus, hvor hun fremviste sit talent for heltindefremstillinger. Hun fandt her en naturlig plads i det klassiske repertoire, hvor hun mestrede både det dæmoniske og det lyriske, hvilket på hendes tid var en meget usædvanlig kombination.
Hun fik sit store gennembrud i 1871 i rollen som Imogen i Cymbeline og to år senere portrætterede hun Grevinden af Gray i Ernst v. der Reckers ridderdrama Bertran de Born. Med titelrollerne Valborg og Gudrun i Adam Oehlenschäger's Axel og Valborg og Kjartan og Gudrun lod det til, at teaterverden lå åben for Gjørlings fødder. Livet ville det dog anderledes.

## Ægteskab og senere karriere
Den 3. juni 1880 giftede Gjørling sig med Thorvald Alexis Skeel-Gjørling og imellem årene 1882 og 1896 fødte hun ham 8 børn. De mange graviditeter tog både på hendes helbred og hendes figur. Ved udgangen af sæsonen 1887-88 modtog hun sin afsked fra Det Kgl. Teater. Hendes sidste rolle her blev dronningen i Shakespeares Hamlet.
Det blev dog ikke Gjørlings endegyldige afsked fra de skrå brædder. Dagmarteatret var hurtige til at gøre kur til hende, da direktør C. Riis-Knudsen gerne ville gøre brug af hendes dramatiske talent i sit repertoire af historisk-dramatiske opsætninger. Hun nåede at medvirke i stykker såsom Kampen for Tilværelsen af Alphonse Daudet og Sappho af Franz Grilliparzer, hvor hun spillede titelrollen. Samarbejdet fik dog en brat afslutning i 1893 efter uoverensstemmelser imellem direktør og skuespiller brød ud. Hun vendte dog tilbage i mindre gæsteroller fra tid til anden, før hun endegyldigt trak sig tilbage fra teaterverden i 1895.